# اسپریلیت
اسپریلیت  (به انگلیسی: Sperrylite) با فرمول شیمیایی PtAs2 و با Pt:۵۶٫۵۸٪  As:۴۳٫۴۲٪، از مجموعهٔ کانی‌ها است و از منابع پلاتین به‌شمار می‌رود. نام آن از نام شیمیدان کانادایی L.J.Sperry گرفته شده و برای اولین بار در آفریقای جنوبی کشف شده‌است. این کانی در اسیدها نامحلول است. شکل بلور آن هگزائدر، هگزا اکتائدر و ایرومتریک است و به رنگ سفید قلعی یافت شده‌است.
اسپریلیت کانی کمیابی است و بیشتر در کانادا، آمریکا و آفریقای جنوبی یافت می‌شود.

## ساختار
این کانی را باید در گروه پیریت‌ها جای داد و طبیعی است که مقداری از ویژگی‌های پیریت‌ها را در خود داشته باشد. همچنین در بعضی سنگ‌های این کانی، رده پایی از مس، آهن و آنتیموان نیز پیدا شده‌است. اسپریلیت در اثر دگرگونی مجاورتی تشکیل می‌شود.
کانی مشابه اسپریلیت، پلاتین است؛ برای تشخیص آن از کانی‌های مشابه اش باید به سختی، تبلور، چگالی و رنگ خط اثر آن توجه کرد.
همایند کانی‌شناسی (پارانژ) آن اورانیوم، پنتلاندیت، پلاتین، پیروتین و پیریت است.

## منبع
- پردیس کشاورزی ایران